# Marcel Nordmann
Marcel Nordmann, auch: Marcell oder Marzel (* 21. Februar 1890 in Lörrach; † 8. November 1948 in Buchheim) war ein deutscher Jurist, Verwaltungsbeamter und Politiker (SPD).

## Leben
Nach dem Abitur 1909 am Hebel-Gymnasium Lörrach studierte Nordmann Rechtswissenschaft an den Universitäten in Lausanne, Freiburg, Straßburg, München und Berlin. Er legte 1913 das Erste Juristische Staatsexamen ab, absolvierte im Anschluss das Referendariat und bestand 1917 die Zweite Juristische Staatsprüfung. 1924 promovierte er an der Freiburger Universität zum Doktor der Rechte (Dissertation: Der Bürgerausschuss nach der badischen Gemeinde- und Städteordnung).
Nordmann trat 1917 als Gerichtsassessor in den Höheren Verwaltungsdienst ein. Er wirkte von 1921 bis 1922 als Amtlicher Berichterstatter für den Landtag der Republik Baden und war seit 1927 als Regierungsrat beim Bezirksamt in Konstanz tätig. Von 1916 bis zu ihrem Verbot 1933 war er Mitglied der SPD. Nach der Machtübernahme der Nationalsozialisten wurde er im März 1933 zum Oberversicherungsamt nach Karlsruhe und zwei Monate später dann wegen „nichtarischer Abstammung“ in den dauernden Ruhestand versetzt. Von 1934 bis 1936 war er als Angestellter im Außendienst bei der Allianz-Versicherung tätig. 1938 ging er ins Exil nach Frankreich und von dort aus nach der Besetzung des Landes 1940 in die Schweiz.
Nach dem Zweiten Weltkrieg kehrte Nordmann nach Deutschland zurück. Von 1945 bis 1946 war er von der Französischen Militärregierung ernannter Landeskommissär in Konstanz sowie Landrat des Landkreises Konstanz. 1946 beteiligte er sich an der Gründung der Sozialistischen Partei in Baden (SPB), aus der im November 1948 der badische Landesverband der Sozialdemokraten hervorging.
Nordmann war vom 3. Dezember 1946 bis zum 26. Juni 1947 Staatssekretär des Innern in der provisorischen Regierung Badens (Staatssekretariat). Danach amtierte er als Justizminister in der von Staatspräsident Leo Wohleb geführten Regierung des Landes Baden. Im Mai 1947 wurde er in den Badischen Landtag gewählt, dem er bis zu seinem Tode angehörte. Nach der Bildung einer CDU-Alleinregierung schied er im Januar 1948 aus der Landesregierung aus. Sein Nachfolger als Justizminister wurde Hermann Fecht.